# Ruisseau du Ruet
Der Ruisseau du Ruet ist ein etwa 6 Kilometer langer Bach, der im französischen Département Meuse in der Region Grand Est verläuft und ein linker Zufluss des Eix ist.

## Geographie

### Verlauf
Der Ruisseau du Ruet entsteht auf dem Gebiet de Gemeinde Abaucourt-Hautecourt aus einem Geäst von Gräben südlich des ehemaligen Bahnhofs Eix-Abaucourt. Der Hauptast entspringt  auf einer Höhe von etwa 233 m am nordöstlichen Fuße des 245 m hohen Hügels la Rapaille.
Der nur zeitweise wasserführende Bach fließt in einem großen Bogen zunächst gut einen halben Kilometer nordostwärts, dann etwa 600 Meter in Richtung Nordnordosten durch Getreidefelder, läuft danach in fast östlicher Richtung und mit einem Abstand von ungefähr hundert Meter am Südrand des Dorfes Abaucourt entlang und wechselt dann seine Laufrichtung mehr und mehr nach Süden. Begleitet von der Departementsstraße 114 zieht er südwärts durch Felder, unterquert dann selbige Straße unt passiert dabei die Grenze von Abaucourt-Hautecourt nach Moranville.
Er fließt nun gut einen halben Kilometer am Westrand des Laubwaldes le Grand Cognon entlang durch Getreidefelder, quert dann den Wald, läuft danach östwärts an dessen Südrand entlang durch die Flur le Bois brûlé und wird dabei auf seiner rechten Seite von einem Feldgraben gestärkt.
Der Ruisseau du Ruet markiert, nunmehr durchgängig wasserführend, für gut einen Kilometer zunächst die Grenze zwischen Moranville in Norden und Grimaucourt-en-Woëvre im Süden und anschließend etwa 200 Meter die zwischen Grimaucourt-en-Woëvre und Herméville-en-Woëvre.
Er wechselt dann endgültig auf das Gebiet von Herméville-en-Woëvre, unterquert noch die D 199 und mündet schließlich zwischen Grimaucourt-en-Woëvre im Westen und Herméville-en-Woëvre im Osten auf einer Höhe von ungefähr 211 m von links in den aus dem Osten heranziehenden Eix. Etwa 80 Meter bachabwärts mündet auf anderen Seite der Ruisseau de Viaunoue in den Eix.
Sein etwa 6 km langer Lauf endet ungefähr 22 Höhenmeter unterhalb seiner Quelle, er hat somit ein mittleres Sohlgefälle von etwa 3,6 ‰.

### Einzugsgebiet
Das Einzugsgebiet des Ruisseau du Ruet liegt in der Woëvre und wird durch ihn über den Eix, die Orne, die Mosel und den Rhein zur Nordsee entwässert.
Es grenzt
- im Nordosten an das Einzugsgebiet des Ruisseau de Launey, der über den Ruisseau de Perroi (le Lauret) in die Orne entwässert;
- im Südwesten an das des Eix und
- im Nordwesten und Norden an das des Ruisseau de Tavannes, der in die Orne mündet;

Das Einzugsgebiet wird überwiegend landschaftlich genutzt, nur der Bereich am Mittellauf ist rechts und links zum großen Teil bewaldet.

### Gemeinden
(Reihenfolge der Gemarkungsanrainer in Fließrichtung)
- Abaucourt-Hautecourt
- Moranville
- Grimaucourt-en-Woëvre
- Herméville-en-Woëvre